# 橘红山楂
橘红山楂（学名：Crataegus aurantia）为蔷薇科山楂属的植物，为中国的特有植物。分布在中国大陆的陕西、甘肃、河北、山西等地，生长于海拔1,000米至1,800米的地区，多生于山坡杂木林中，目前尚未由人工引种栽培。